# Rezolucja Rady Bezpieczeństwa ONZ nr 1762
Rezolucja Rady Bezpieczeństwa ONZ nr 1762 została przyjęta 29 czerwca 2007 podczas 5710. posiedzenia Rady.
Rada stwierdza, iż wobec zmian, jakie zaszły w ostatnich latach w Iraku, działania instytucji ONZ mające na celu kontrolę przestrzegania przez ten kraj wziętych na siebie zobowiązań w zakresie nierozprzestrzeniania broni masowego rażenia nie są już dłużej niezbędne. W związku z tym Rada postanawia o natychmiastowym zakończeniu misji UNMOVIC (jednocześnie sekretarz generalny ONZ otrzymuje 3 miesiące na właściwe zagospodarowanie archiwów tej misji, w szczególności tej ich części, która powinna pozostać tajna), a także podjętych na mocy wcześniejszych rezolucji działań Międzynarodowej Agencji Energii Atomowej.
Jednocześnie Rada przypomina władzom Iraku, że powyższe decyzje nie mają wpływu na ciążące na nim obowiązki w zakresie nieproliferacji. Zaprasza rząd tego kraju, aby rok po wydaniu rezolucji przedłożył Radzie raport o stanie wypełniania tych obowiązków.